# Транспорт в Гоа

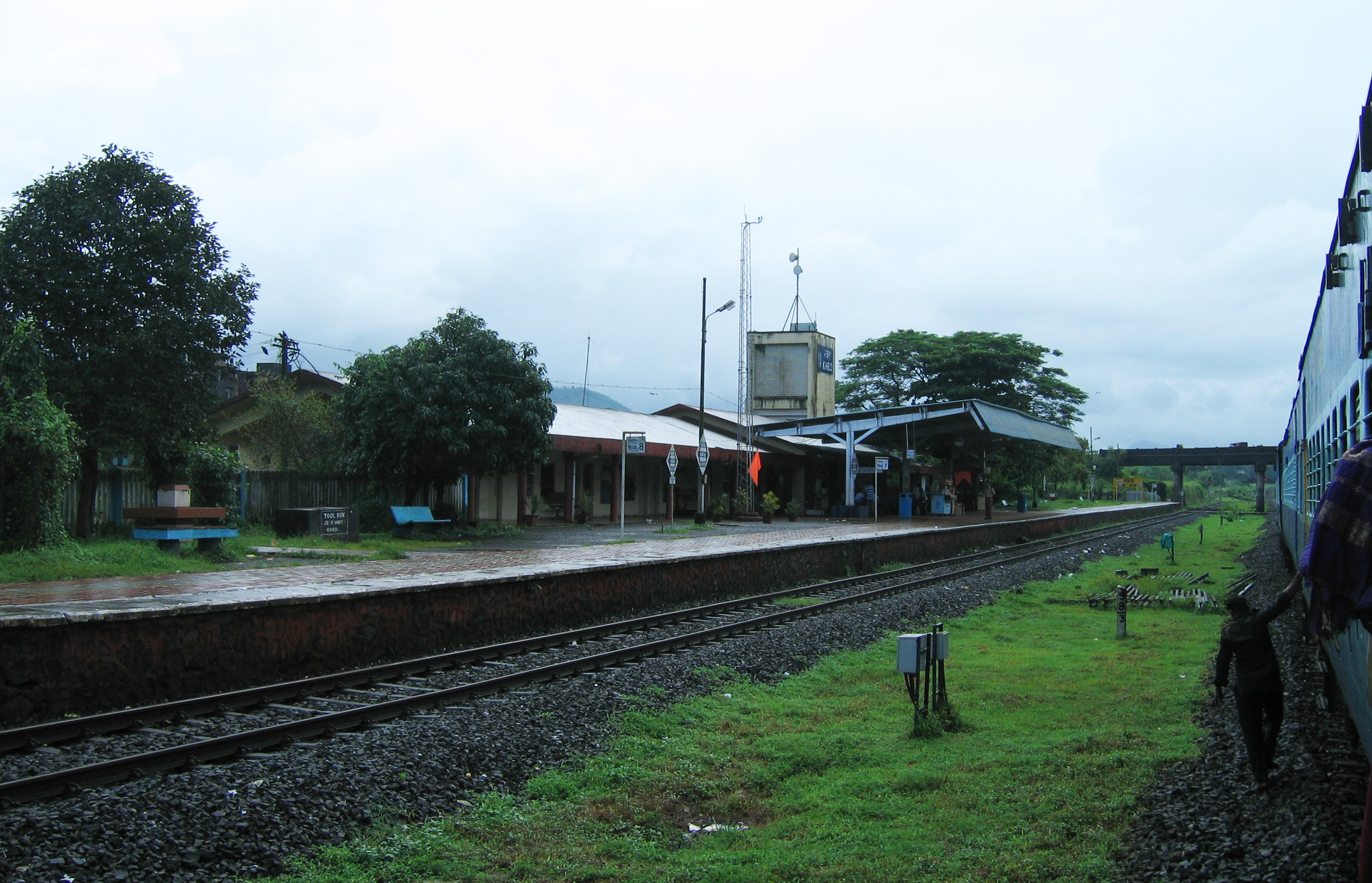
Конканские железные дороги.

Данная статья посвящена описанию транспортных систем индийского штата Гоа, включая такие виды транспорта, как автодорожный транспорт, водный транспорт (включая паромное сообщение), железнодорожное сообщение и крупный аэропорт.

## Аэропорт Даболим
В Гоа есть крупный аэропорт, обслуживающий внутренние и международные авиалинии. Гоа принимает международные рейсы из Катара, Дубая, Шарджи и Кувейта, а также различные чартеры из Германии и других стран. Среди авиакомпаний, работающих на этих линиях — Kingfisher Airlines, GoAir, SpiceJet, Jet Airways, Qatar Airways и другие.

## Общественный автотранспорт

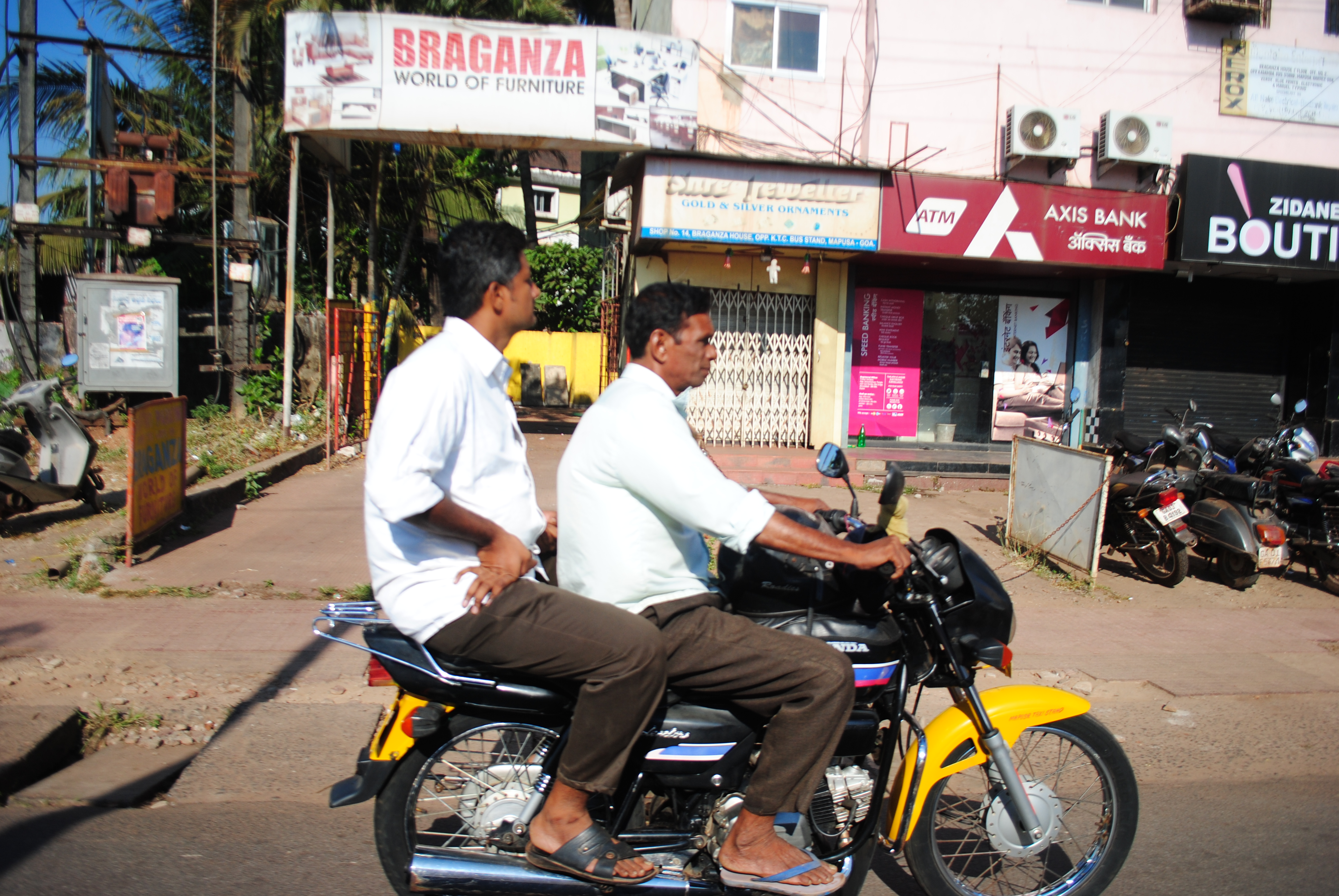
Частный мотоизвозчик, или «пилот». Декабрь 2012 года, Гоа.

Общественный транспорт представлен автобусами, курсирующими между городами и сельскими населёнными пунктами. Основная компания — Kadamba Transport Corporation, обслуживающая основные автобусные маршруты (например, от столицы штата до Маргао). В крупных городах есть внутригородские автобусные маршруты. Через штат проходят две национальные автодороги.
Также во внутриштатовом сообщении спросом пользуются мото- и велорикши, а также лица, занимающиеся частным извозом на собственном мототранспорте, т. н. «пилоты».

## Водный транспорт

### Речные паромы
Существуют также маршруты речных паромов. В штате есть также морской порт.

## Железные дороги
Ещё с колониальных времён действует железнодорожное сообщение. Современной транспортной железнодорожной компанией, осуществляющей сообщение между штатами востока Индии и столицей, является компания «Конканские железные дороги».